# 往昔
《往昔》是歌手林慧萍個人的首張專輯，歌林唱片1982年12月23日發行。
華視『綜藝一百』國語歌曲暢銷排行榜上創下連續進榜31周的紀錄，並勇奪1983年年度十大銷售專輯年度銷售第一名的成績。
專輯中的〈倩影〉榮獲2011年中華民國建國百年經典百大單曲。

## 專輯文宣
揮去淡淡愁緒‧向您訴說往昔

## 專輯曲目
| 曲序 | 曲名           | 作詞   | 作曲           | 編曲   | 長度 | 備註                                                                          |
| 01   | 往昔           | 晨曦   | 小田裕一郎     | 呂子厚 | 3:58 | 往昔原唱為松田聖子，原曲名為〈Only My Love〉，收錄於1980年《北風》專輯        |
| 02   | 倩影           | 明輝   | 明輝           | 張定元 | 4:08 | 陳淑樺翻唱；收錄於海外版的【星光滿天】專輯 李翊君翻唱；收錄於【海枯石爛】專輯 |
| 03   | 請你留下來     | 蔣榮伊 | 蔣榮伊         |        | 3:03 |                                                                               |
| 04   | 風兒悄悄告訴我 | 曉文   | 陳揚           |        | 2:29 |                                                                               |
| 05   | 不遲也不早     | 蔣榮伊 | 蔣榮伊         |        | 2:59 |                                                                               |
| 06   | 深深的思念     | 張源   | 張源           |        | 3:03 |                                                                               |
| 07   | 相知相許在心頭 | 爾英   | 古月           |        | 2:46 |                                                                               |
| 08   | 流星           | 蔣榮伊 | 蔣榮伊         |        | 2:58 |                                                                               |
| 09   | 輕嘆           | 莊奴   | 古月           |        | 2:46 |                                                                               |
| 10   | 情懷           | 鄭進一 | 鄭進一         |        | 3:16 |                                                                               |
| 11   | 奇蹟           | 晨曦   | 鈴木キサブロー |        | 3:52 | 奇蹟原唱為アグネス・チャン/陳美齡，原曲名為〈春不遠〉，收錄於1979年單曲       |
| 12   | 小溪           | 林煌坤 | 中村泰士       |        | 3:47 | 小溪原唱為石川さゆり，原曲名為〈鴎という名の酒場〉，收錄於1980年單曲          |

## 專輯版本
- 黑膠唱片
  - 1982年12月23日歌林唱片發行
- 卡帶
  - 1982年12月23日歌林唱片發行
  - 1986年1月歌林唱片再版發行
- CD
  - 2000年4月7日歌林天龍發行
  - 2007年8月1日飛躍製作；喜瑪拉雅唱片發行